# Holden Sandman
Holden Sandman — грузопассажирский автомобиль, выпускавшийся с 1974 по 1980 год австралийской компанией Holden.

## Описание
Holden Sandman являлся грузопассажирским вариантом Holden Belmont. В течение 1970-х годов автомобиль был известен как «Shaggin' Wagon».
В стандартную комплектацию входили «спортивная» приборная панель (GTS), «спортивное» рулевое колесо, ковшеобразные сиденья и полностью меблированные интерьер и экстерьер. Логотип «Sandman» изображён на средних стойках автомобилей.
Holden Sandman оснащён рядным шестицилиндровым двигателем «Red» объёмом 173 кубического дюйма. Большинство автомобилей оснащались двигателями семейства Holden V8 объёмом 253 или 308 кубических дюймов. Двигатели сочетались в паре с трёхступенчатой автоматической или же с четырёхступенчатой автоматической трансмиссией.
Предполагаемое кодовое обозначение — XX7.

## Holden Commodore Sandman

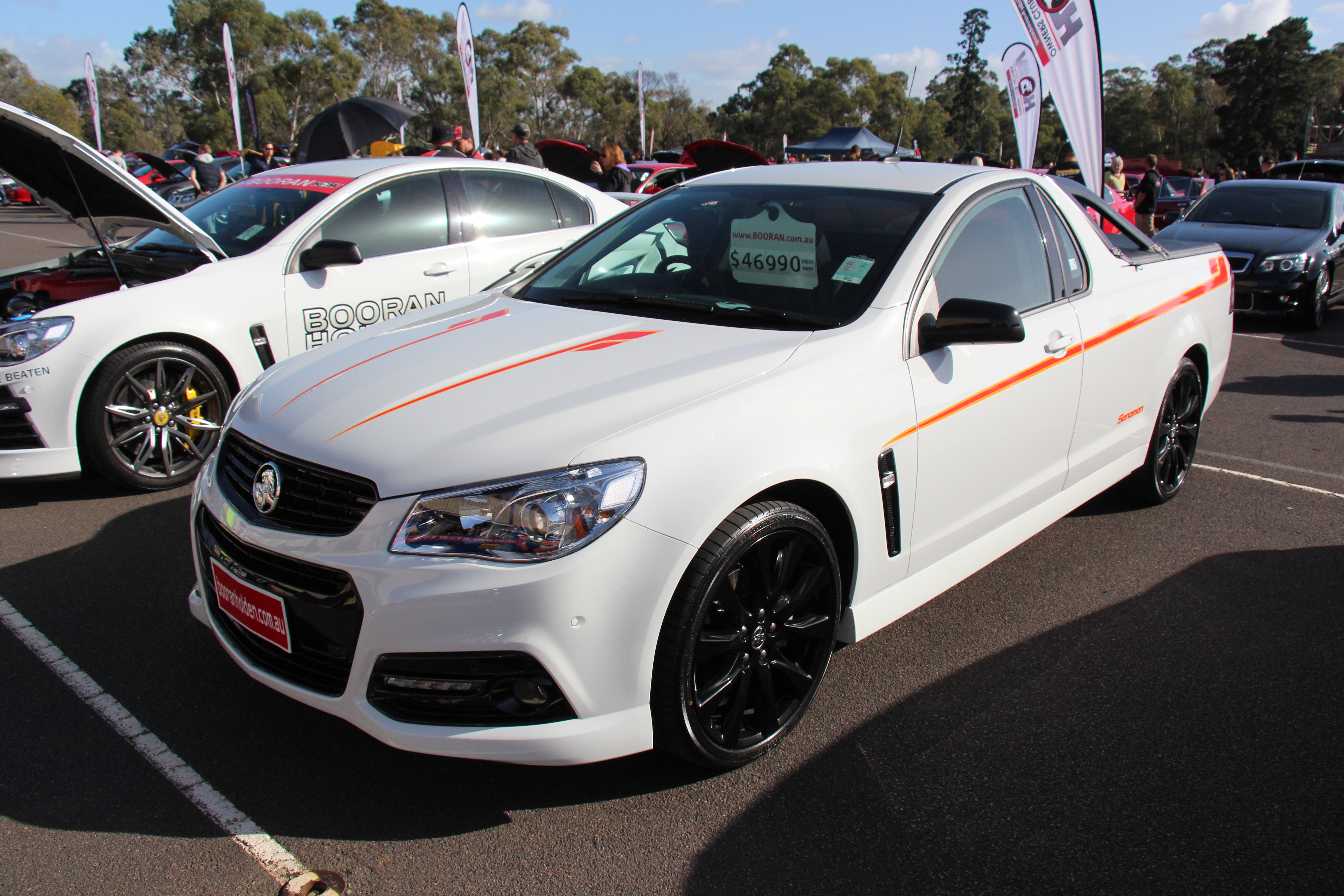
2016 Holden VF Sandman Utility (26277188956)

С 2015 по 2016 год на платформе Zeta под индексом Sandman выпускались ют и универсал на базе Holden Commodore. Его экстерьер украшен полосами в стиле HX-HZ. Приборная панель Sandman изготовлена на заказ. В комплектацию также входят 20-дюймовые колёсные диски Baretta и чехлы на сиденья из овчины. Sandman выпускался в комплектациях SV6 или SS V Redline. В движение автомобиль приводился 3,6-литровым двигателем V6 или же 6,2-литровым двигателем V8, каждый из которых сочетался в паре с шестиступенчатой механической или шестиступенчатой автоматической трансмиссией. Всего выпущено 250 единиц.